# D.A. Schretlen & Co

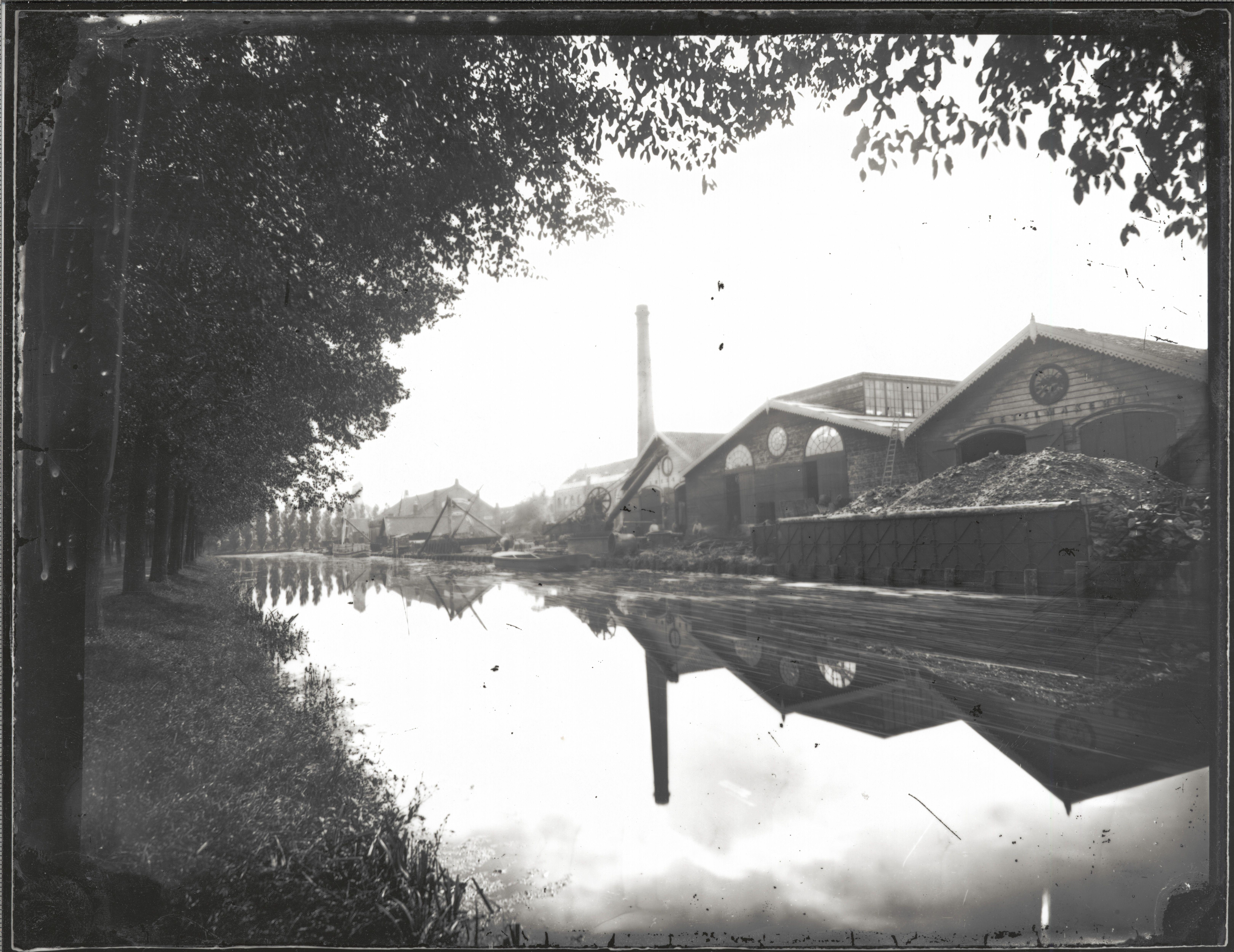
Gezicht op de ijzergieterij en fabriek van stoom- en andere werktuigen van de firma Schretlen & Co te Leiden vanaf de Singel omstreeks 1860.

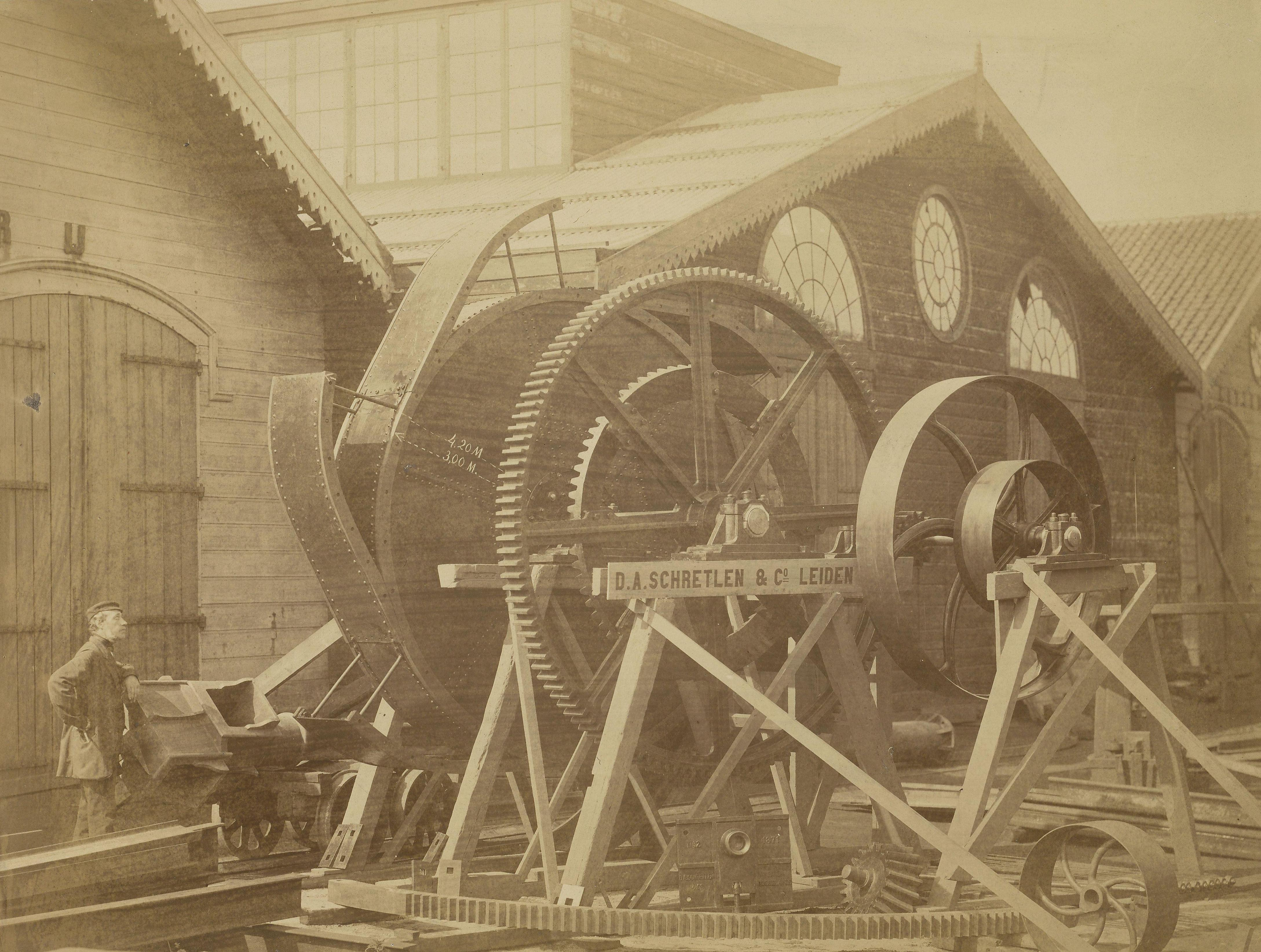
Het zogeheten scheprad van Overmars met daarachter een molenas, gereed liggend op het fabrieksterrein van de firma Schretlen & Co. te Leiden, 1871.

D.A. Schretlen & Co is een metaalbedrijf, machinefabriek en aannemer in de Nederlandse stad Leiden die bestond van 1834 tot en met 1892. Het metaalbedrijf bestond uit een ijzergieterij, kopergieterij en metaalgieterij.

## Geschiedenis
Het bedrijf werd in 1834 opgericht door de smid annex metaalbewerker Dominicus Antonius Schretlen (1811-1883), de machinewerker John Mercer en Hendricus Jacobus Hermans als kapitaalverschaffer onder de naam Schretlen, Mercer en Comp. Na uittreden van Mercer als vennoot in 1838 trad Frederik Pieter Winter de Timmerman als vennoot toe maar ook die verbintenis duurde vrij kort. Vanaf 1841 zette de naamgever en oprichter alleen het bedrijf voort onder de naam die het het langst heeft gedragen: D.A. Schretlen & Co. In 1871 nam hij zijn zoon Antonius Daniel Dominicus op in de toenmalige eenmanszaak die verderging als een vennootschap onder de naam D.A. Schretlen & Comp., vaak met toevoeging van de naam De Nijverheid. Heel groot was de onderneming niet, zo telde het tussen 1876-1880 twintig werklieden. In 1887 werd het bedrijf verkocht en voortgezet als Seret en Barneveld, vanaf 1889 W. Barneveld en Co., maar in 1893 al geliquideerd.
Het bedrijf was aanvankelijk gevestigd aan de Herengracht in Leiden. In 1845 kwam een nieuwe gieterij aan de Groenesteeg. In 1856 werd een nieuw gebouw aan de  Maresingel betrokken.

## Producten
Tot de eerste producten behoorden kleine stoommachines. Verder omvatte het productiepakket vele herkenbare en vaak nog bestaande gietijzeren artikelen als vuurtorens, bovenassen voor molens, schepraderen, zeekapen bouwartikelen als ramen en straatmeubilair. Verder leverde men divers verwant constructiewerk als overkappingen, draaischijven, bruggen en stations- en perronkappen. Als machinebouwer en aannemer was Schretlen betrokken bij de bouw - en in enkele gevallen ook de exploitatie - van gasfabrieken waaronder die te Nijmegen, Den Helder, Boxtel en te Wormerveer. Ook  leverde het bedrijf onderdelen voor stoomschepen en complete spoorwegrijtuigen.